# Elephantulus
Elephantulus là một chi động vật có vú trong họ Macroscelididae, bộ Macroscelidea. Chi này được Thomas and Schwann miêu tả năm 1906. Loài điển hình của chi này là Macroscelides rupestris A. Smith, 1831.

## Hình ảnh

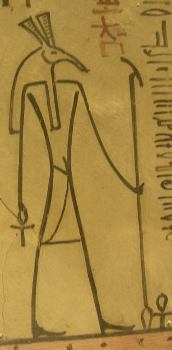
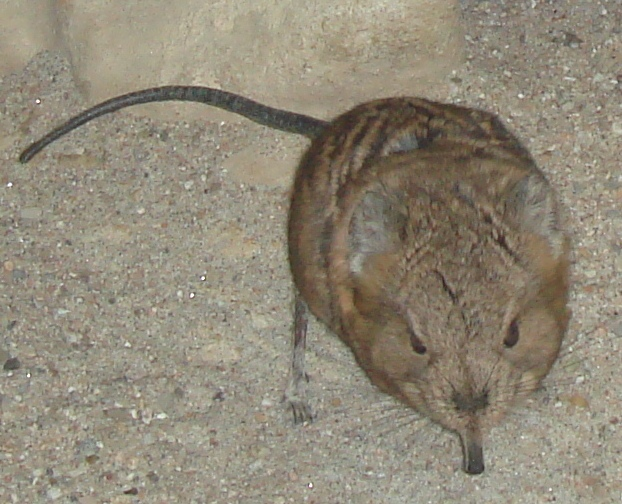

## Các loài
Chi này gồm các loài:
- Elephantulus brachyrhynchus
- Elephantulus edwardii
- Elephantulus fuscipes
- Elephantulus fuscus
- Elephantulus intufi
- Elephantulus myurus
- Elephantulus pilicaudus
- Elephantulus revoili
- Elephantulus rozeti
- Elephantulus rufescens
- Elephantulus rupestris